# Килик (мифология)
Килик (др.-греч. Κίλιξ) — персонаж древнегреческой мифологии. Сын Агенора и Телефассы (либо Феникса и Кассиопеи). Или сын Агенора, брат Кадма.
Отправился на поиски Европы, но безуспешно. Назвал покорённую им землю в области реки Пирама Киликией. Ранее её жители назывались гипахеи. Согласно Евгемеру, это правитель Киликии, побеждённый Зевсом. Его детьми называют Фасоса и Фиву.
В его честь назван кратер Килик на спутнике Юпитера Европе.